# USS Loggerhead (SS-374)
Za druga plovila z istim imenom glejte USS Loggerhead.
USS Loggerhead (SS-374) je bila jurišna podmornica razreda balao v sestavi Vojne mornarice Združenih držav Amerike.